# Bitwa o Moskwę (film 1985)
Bitwa o Moskwę (ros. Битва за Москву) – radziecki film wojenny z 1985 roku w reżyserii Jurija Ozierowa. Wyprodukowany przy współpracy ze studiami filmowymi z NRD, Czechosłowacji i Wietnamu. Epopeja filmowa autora głośnego Wyzwolenia, wyprodukowana z okazji 40. rocznicy zwycięstwa ZSRR nad faszyzmem. Zdjęcia kręcono w Moskwie, Wietnamie i Czechosłowacji.
Film był krytykowany od momentu swojej premiery za archaiczny monumentalizm, wyidealizowany obraz wojny i próbę restauracji na ekranie kultu Stalina, które w II połowie lat 80. raziły krytyków nawet w ZSRR.

## Opis fabuły
Film składa się z dwóch części – Agresja i Tajfun. Jest to wyidealizowany z punktu widzenia radzieckiej propagandy zapis niemieckiej operacji Barbarossa od pierwszych jej dni w czerwcu 1941 do załamania się niemieckiej ofensywy na Moskwę w grudniu tego samego roku. W filmie, pełnym epickich scen i heroicznych aktów poświęcenia ludzi radzieckich broniących swojej ojczyzny, można zobaczyć autentyczne postacie m.in. niemieckich i radzieckich dowódców i przywódców (Hitler, Stalin) oraz wydarzenia z historii pierwszych miesięcy wielkiej wojny ojczyźnianej (obrona twierdzy Brześć, Homla, Smoleńska i oczywiście Moskwy).

## Role
- Juozas Budraitis – Richard Sorge
- Nikołaj Zasuchin – Wiaczesław Mołotow
- Giennadij Sajfulin – gen. Dmitrij Leluszenko
- Michaił Uljanow – gen. Gieorgij Żukow
- Jakow Tripolski – Józef Stalin
- Achim Petri – Adolf Hitler
- Ernst Heise – marsz. Fedor von Bock
- Gerd Michael Henneberg – feldm. Wilhelm Keitel
- Joachim Tomaschewsky – feldm. Günther von Kluge
- Erik Veldre – gen. Heinz Guderian
- Władimir Troszyn – marsz. Klimient Woroszyłow
- Aleksandr Filippienko – gen. Dmitrij Pawłow
- Bruno Freindlich – marsz. Borys Szaposznikow
- Jurij Jakowlew – komkor. Leonid Pietrowski
- Anatolij Nikitin – Michaił Kalinin
- Irina Szmieliewa – Zoja Kosmodiemjanska
- Aleksandr Gołoborodko – gen. Konstanty Rokossowski
- Leonid Ewtifer – gen. Wasilij Sokołowski
- Piotr Glebow – marsz. Siemion Budionny
- Mikk Mikiwer – gen. Iwan Koniew
- Witalij Rostalnoj – marsz. Siemion Timoszenko
- Nikołaj Wołkow – gen. Michaił Kirponos
- Aleksandr Martynow – gen. Iwan Kopiec
- Boris Gusakow – Dmitrij Ustinow
- Ancans Romualds – mjr Piotr Gawriłow
- Nikołaj Kriuczkow – stary człowiek
- Wiaczesław Tichonow – lektor